# Joseph Strauss (ingeniero)
Joseph Baermann Strauss (9 de enero de 1870-16 de mayo de 1938) fue un ingeniero estructural estadounidense que revolucionó el diseño de puentes basculantes. Fue el ingeniero jefe del puente colgante Golden Gate en la bahía de San Francisco (California).

## Biografía
Nació en Cincinnati, Ohio, en una familia de artistas de ascendencia judía alemana. Su madre era pianista y su padre, Raphael Strauss, escritor y pintor. La madre sufrió un desafortunado accidente que acabó con su carrera de concertista. Se graduó en gestión de empresas por la Universidad de Cincinnati en 1892, mostrando aptitudes tanto para dirigir a sus compañeros como para ser el poeta de la clase.
Joseph Strauss tuvo muchas aficiones, incluyendo la poesía. Después de la conclusión del Golden Gate retomó su pasión por la poesía y escribió su poema más conocido: "The Mighty Task is Done" ("La Gran Tarea Está Hecha"). También compuso un poema de inspiración sobrecogedora: "Las Secuoyas" (todavía puede ser adquirido por los turistas que visitan las secuoyas de California).
Murió en Los Ángeles (California), justo un año después de la conclusión del Golden Gate. Su estatua puede visitarse en el lado del puente más próximo a la ciudad de San Francisco.

## Carrera temprana y los puentes basculantes
Fue hospitalizado mientras era universitario, coincidiendo que desde su habitación del hospital podía ver el puente colgante de John A. Roebling. Esto inició su interés por los puentes. Tras graduarse en la Universidad de Cincinnati, Strauss trabajó en la Oficina de Ralph Modjeski, una firma especializada en construir puentes. En aquel tiempo, los puentes basculantes se construían con contrapesos de hierro. Strauss propuso sustituirlos por contrapesos de hormigón, mucho más baratos. Cuando sus ideas fueron rechazadas, abandonó la firma, y fundó su propia empresa, la Strauss Bascule Bridge Company of Chicago, desde donde revolucionó el diseño de puentes basculantes.

## Diseño de puentes
Strauss fue el diseñador del Burnside Bridge (1926) en Portland (Oregón); y del puente Lewis and Clark (1930) sobre el río Columbia entre Longview (Washington), y Rainier (Oregón). Strauss también trabajó con la Dominion Bridge Company en la construcción del puente Cherry Street Strauss Trunnion Bascule en Toronto. En 1912 diseñó el puente basculante Buffalo Bayou del ferrocarril HB&T en Houston (Texas), actualmente escondido bajo un puente de la carretera interestatal 69 en el centro de Houston.

### Puente Golden Gate
Como ingeniero jefe de la construcción del Golden Gate en San Francisco (California), Strauss tuvo que resolver muchos problemas, incluyendo el de encontrar financiación para el puente tanto de los ciudadanos como del ejército de EE. UU. También tuvo que introducir bastantes innovaciones en la manera de construir el puente, dado que había que batir la mayor distancia hasta la fecha entre apoyos, lograr alturas nunca vistas hasta entonces, y controlar hasta las fuerzas del océano. Como reconocimiento a su universidad, Strauss colocó un ladrillo procedente del derribo del edificio McMicken de la Universidad de Cincinnati antes de verter el hormigón en el estribo sur del puente.
Strauss estaba especialmente preocupado por la seguridad de sus trabajadores en la obra. Dispuso la instalación de una red bajo el puente durante su construcción, lo que salvó un total de 19 vidas.
Pese al innegable protagonismo de Strauss, posteriormente se ha sabido que el responsable del diseño estructural del puente Golden Gate fue Charles Alton Ellis. Sin embargo, debido a una disputa entre ambos, Ellis no fue reconocido por su trabajo cuando el puente fue abierto en 1937. En el año 2012 se colocó junto al puente una placa en honor de Ellis para remediar esta situación.

### Otros trabajos
- Isleton Bridge, (Isleton (California))
- Johnson Street Bridge, (Victoria (Columbia Británica))
- Kinzie Street railroad bridge, (Chicago (Illinois))
- Mystic River Bascule Bridge, (Mystic (Connecticut))
- St. Charles Air Line Bridge, (Chicago (Illinois))
- Thames River Bridge (Amtrak), (New London (Connecticut))

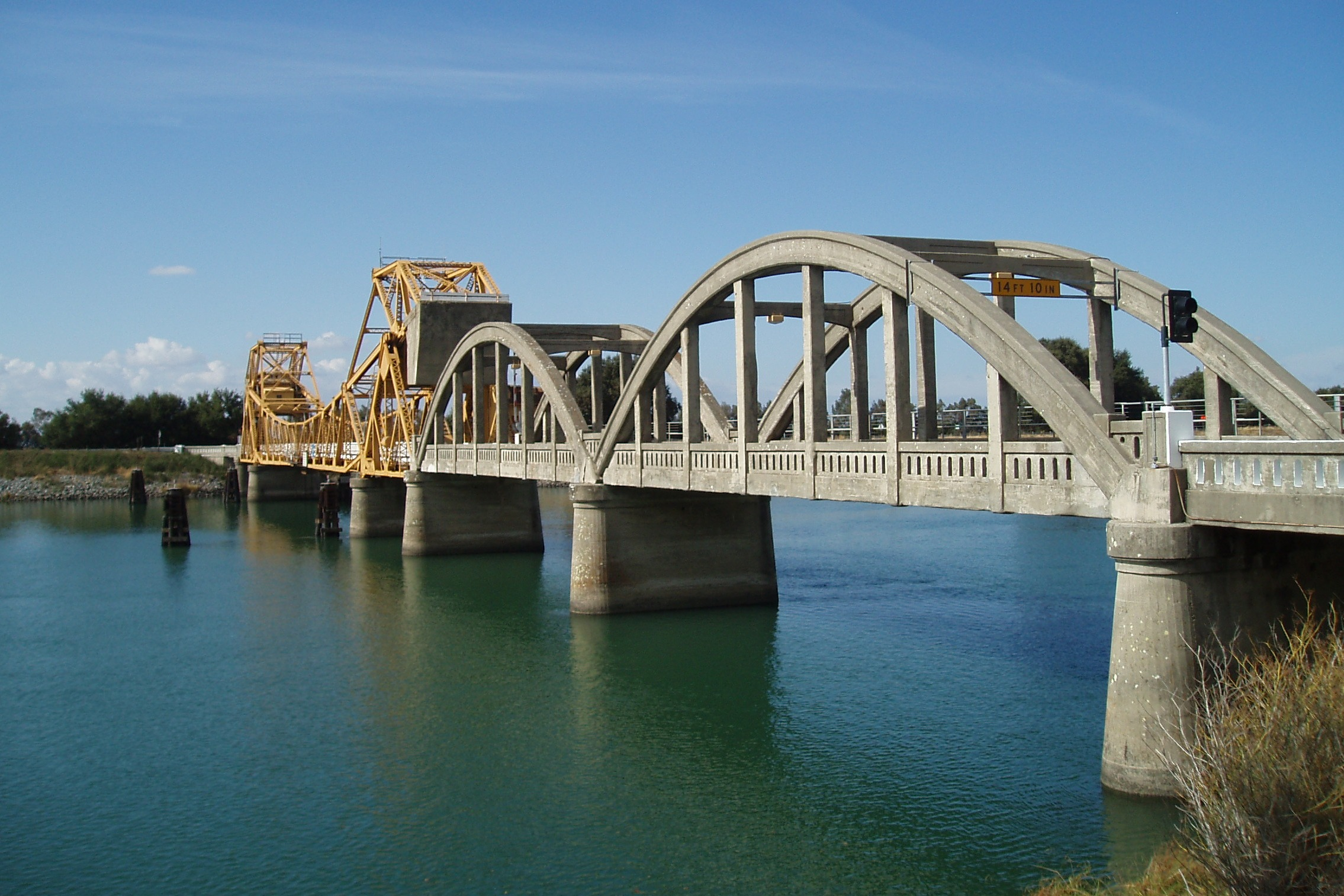
Isleton bridge (69 m luz máxima)
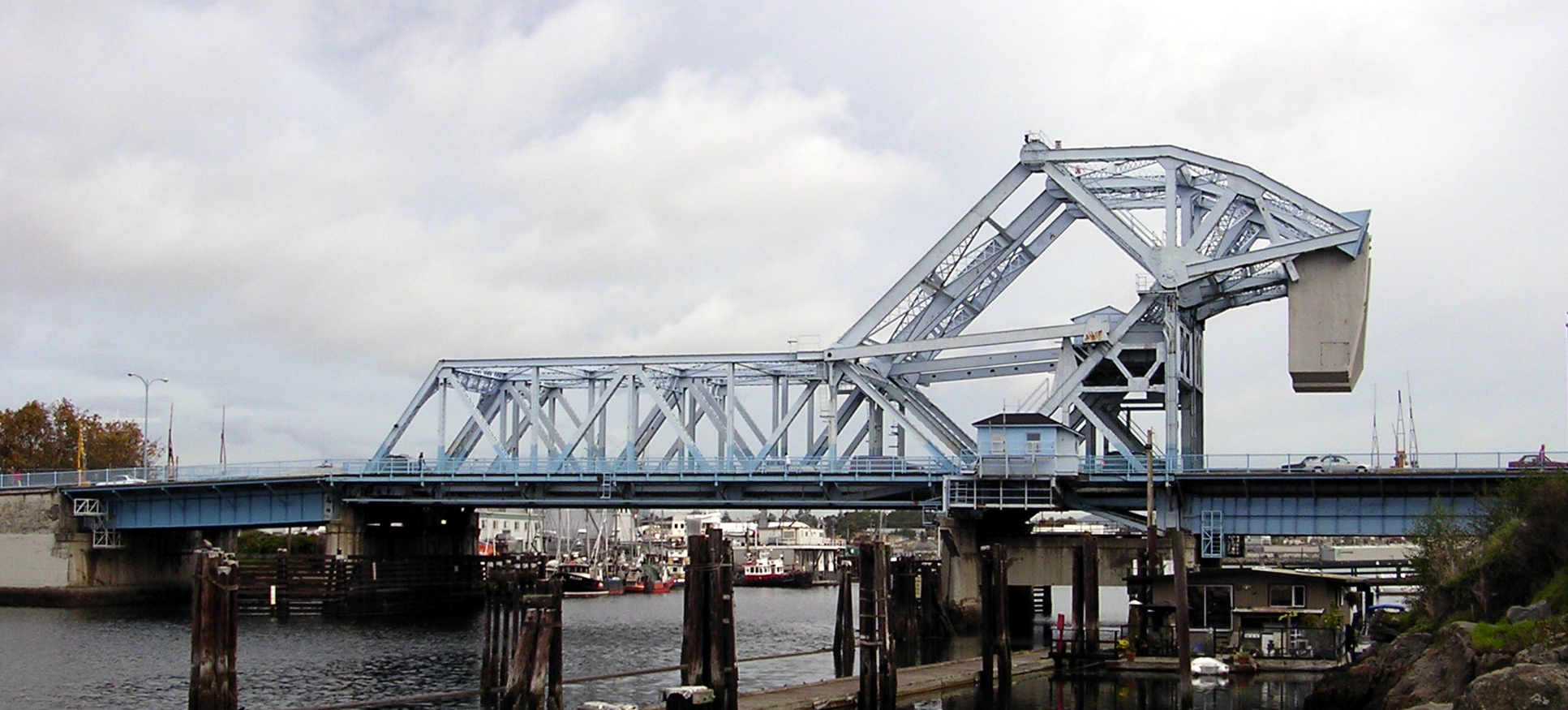
Johnson Street Bridge (49 m luz máxima)
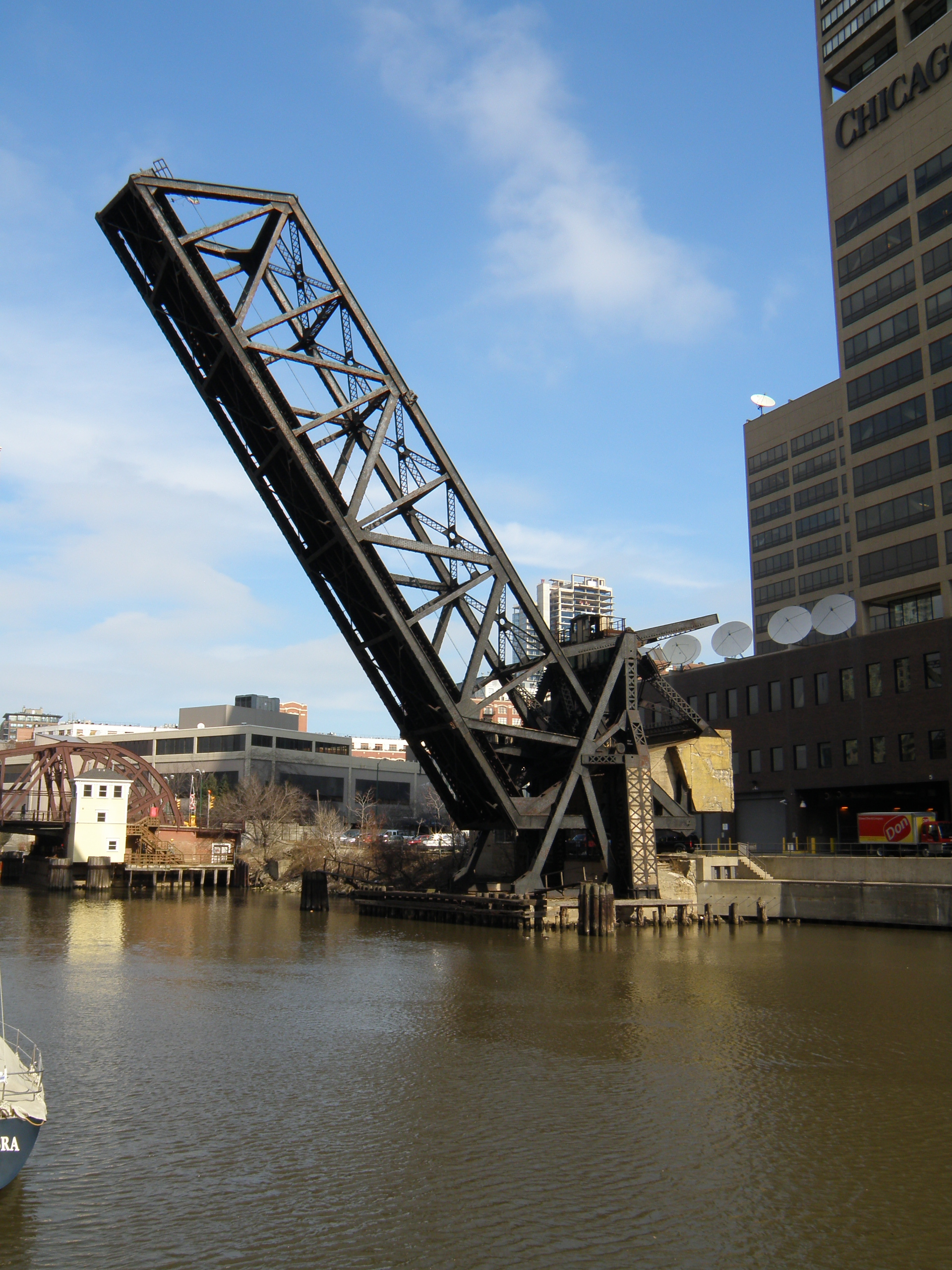
Kinzie Street railroad bridge (52 m)
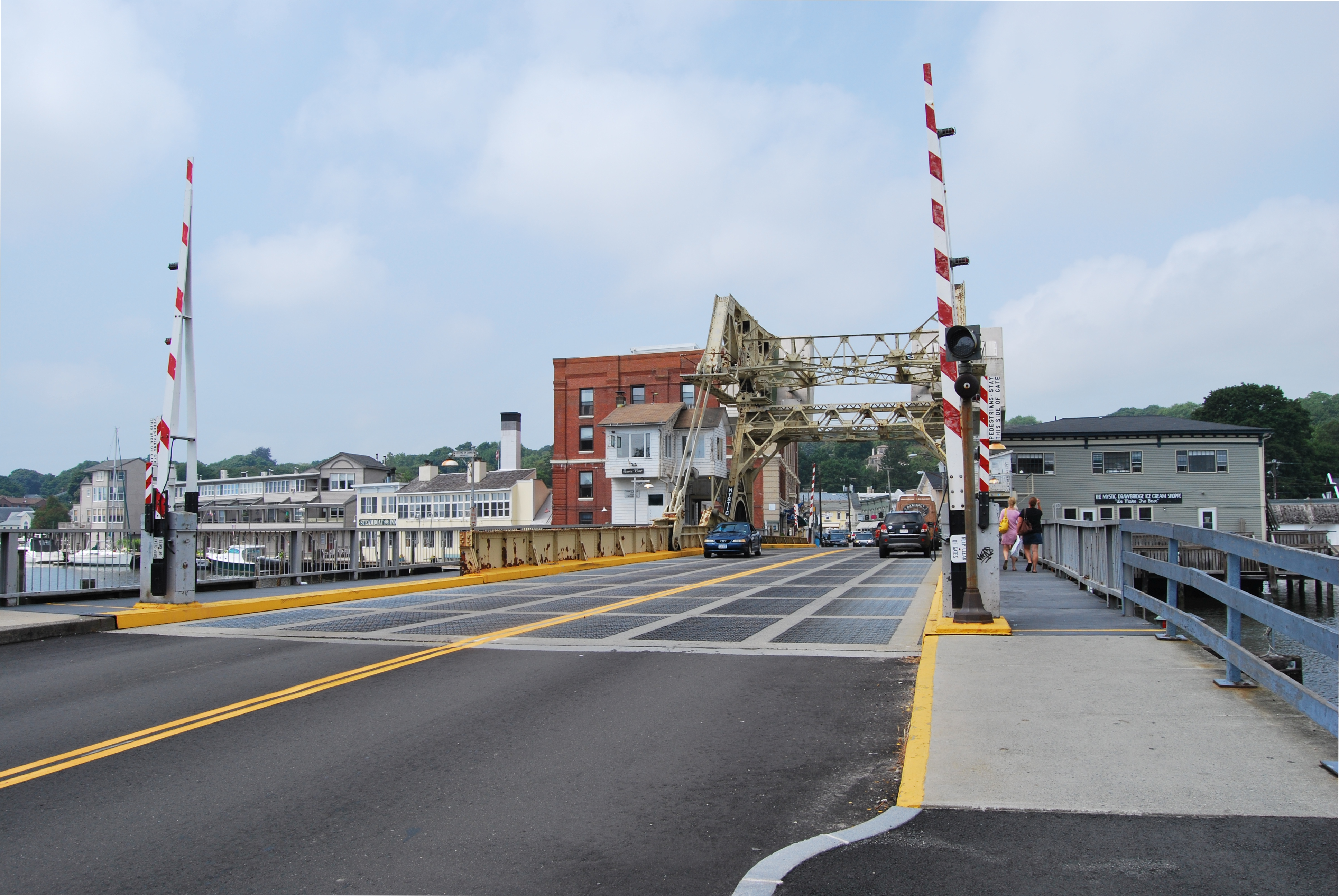
Mystic River Bascule Bridge (66 m)
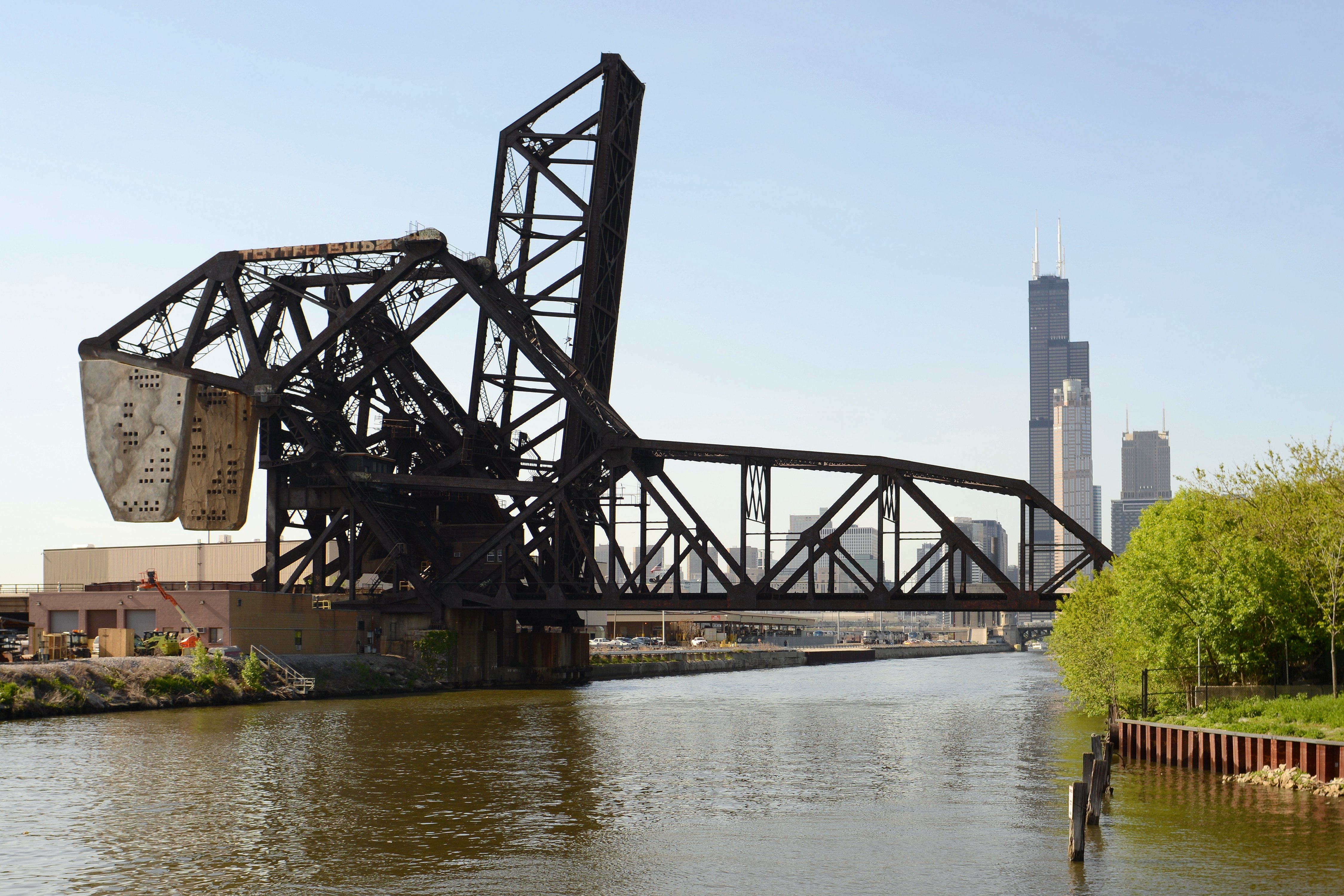
St. Charles Air Line Bridge (67 m)
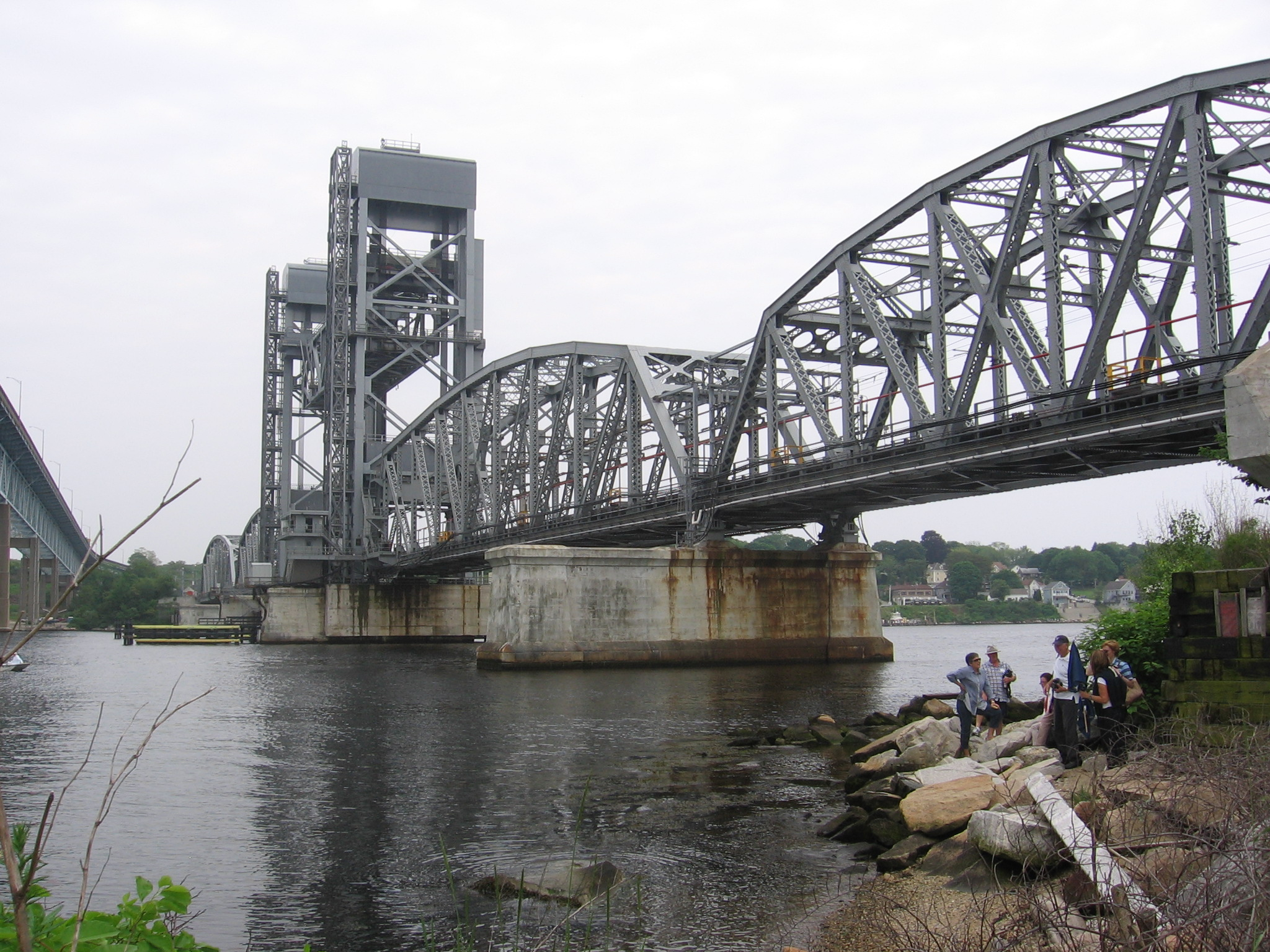
Thames River Bridge (Amtrak) (423 m)